# جائزة فرنسا الكبرى 1993
جائزة فرنسا الكبرى 1993 هو سباق فورمولا 1 أقيم بتاريخ 4 يوليو 1993 في فرنسا. كان الثامن من أصل 16 في بطولة العالم لسباقات الفورمولا واحد موسم 1993. حلّ الفرنسي ألن بروست أولا بينما جاء البريطاني دايمون هيل في المركز الثاني وحصل على المركز الثالث الألماني مايكل شوماخر.